# Tabanus subhuangshanensis
Tabanus subhuangshanensis är en tvåvingeart som beskrevs av Wang 1987. Tabanus subhuangshanensis ingår i släktet Tabanus och familjen bromsar. Inga underarter finns listade i Catalogue of Life.